# Clarivate
Clarivate est une société qui possède et propose des outils et des services liés à la propriété intellectuelle et à la production de connaissances scientifiques. Elle détient et gère, entre autres, le Web of Science, Publons, EndNote, ScholarOne et le Journal Citation Reports (JCR). Le JCR publie le Facteur d'Impact de nombreuses revues scientifiques.
Clarivate a été créé en 2016 sous le nom de Clarivate Analytics par Onex Corporation et Baring Private Equity Asia,. La société a fusionné avec Churchill Capital Corp en 2018. Elle est depuis 2019 cotée en bourse à New-York.

## Histoire
Les plus anciennes activités du groupe Clarivate remontent à 1864 avec The Record of Zoological Literature publication de la Société zoologique de Londres, devenu The Zoological Record (en) et diffusé désormais sous forme de base de données électronique. Cette activité fait désormais partie du groupe Clarivate pour avoir été rachetée en 2004 par Thomson Reuters. 
En effet, le groupe Clarivate Analytics n'a été fondé qu'en 2016 lorsque le groupe Thomson Reuters revend sa branche consacrée à la science et à la propriété intellectuelle. Thomson Reuters avait précédemment racheté en 1972 l'Institute for Scientific Information (ISI), fondée en 1956 et propriétaire de Science Citation Index. 

Logo de Clarivate Analytics (2019-2021)

Entré à la Bourse de New York en mai 2019, Clarivate Analytics fait le choix du nom plus simple de Clarivate Plc en janvier 2021. 
Le 17 mai 2021, Clarivate fait l'acquisition de ProQuest (en) pour la somme de 5,3 milliards de dollars américains,.
ProQuest est elle aussi un groupe dont les activités les plus anciennes remontent à 1938 avec University Microfilm International, entreprise fondée à Ann Arbor par l'entrepreneur Eugene Power (en). De l'activité initiale de reproduction sur microfilms d'écrits académiques et notamment de thèses est issu aujourd'hui ProQuest Dissertations and Theses. ProQuest avait aussi racheté des activités de services aux bibliothèques, dont Serial Solutions (2004) et surtout le groupe israélien Ex Libris (en) (2015). 

## Listes nominatives annuelles
Clarivate publie plusieurs listes annuellement. 

### Classement des acteurs mondiaux de l'innovation
Le Top 100 Clarivate prend en compte toutes les entreprises et organismes de recherche ayant déposé au moins 100 brevets d’invention durant les cinq dernières années.
Les acteurs de l’innovation sont analysés selon quatre critères :
- le nombre de brevets,

- le taux de succès des brevets (défini selon le taux de délivrance des brevets par les offices),

- leur portée internationale (dépôt auprès des offices américain, japonais, européen et chinois)

- leur influence (nombre de fois où un brevet d'origine est cité dans d’autres demandes de brevets)[7],[8]

### Classement des chercheurs
Le classement des chercheurs (ou Highly Cited Researchers) recense les scientifiques qui sont les plus cités par leurs pairs. Depuis 2022, l'entreprise examine qualitativement la production des chercheurs pour expurger ceux qui sont coupables de méconduite scientifique.